# Sive Speelman
Sive Speelman (* 13. April 1995) ist ein ehemaliger südafrikanischer Skirennläufer. Er startete hauptsächlich in den technischen Disziplinen Riesenslalom und Slalom.

## Karriere
Speelman wuchs in ärmlichen Verhältnissen in Barkly East auf. 2004 trat er einem lokalen Skiclub bei. Sein internationales Renndebüt feierte er am 24. Januar 2011 bei einem FIS-Riesenslalom in Zell am See. Bereits zwei Wochen später nahm er erstmals an einer Alpinen Skiweltmeisterschaft teil. Bei den Wettkämpfen in Garmisch-Partenkirchen belegte er im Riesenslalom den 120. Platz.
2012 nahm er an den ersten Olympischen Jugend-Winterspielen in Innsbruck teil. Hier erreichte er als beste Platzierung Rang 32 im Slalom.
2014 plante Speelman als erster schwarzer Skirennläufer Südafrikas an Olympischen Winterspielen teilzunehmen. Er verpasste dabei die offizielle Norm der FIS nur knapp und wurde auch nicht vom South Africa Sports Confederation and Olympic Committee nachnominiert, nachdem das IOC ihn eingeladen hatte.
Sein bestes Ergebnis bei einem internationalen Großereignis erzielte Speelman 2017 bei den Weltmeisterschaften in St. Moritz mit Rang 54 im Slalom.
2018 verpasste er erneut die Qualifikation für die Spiele nur knapp und unterlag Connor Wilson. Speelman wurde jedoch als „Technischer Berater“ ins Olympiateam aufgenommen. Seitdem ist Speelman nicht mehr als Rennläufer in Erscheinung getreten.

## Erfolge

### Weltmeisterschaften
- Garmisch-Partenkirchen 2011: 120. Riesenslalom, DNQ Slalom
- Schladming 2013: 90. Riesenslalom, DNQ Slalom
- St. Moritz 2017: 54. Slalom, 80. Riesenslalom

### Olympische Jugendspiele
- Innsbruck 2012: 32. Slalom, 33. Super Kombination, 35. Riesenslalom, 41. Super-G

### Weitere Erfolge
- Südafrikanischer Meister im Slalom (2014)
- Südafrikanischer Vizemeister im Slalom (2015, 2016)